# Итороро
Итороро (порт. Itororó)  —  муниципалитет в Бразилии, входит в штат Баия. Составная часть мезорегиона Юго-центральная часть штата Баия. Входит в экономико-статистический микрорегион Итапетинга. Население составляет 20 165 человек на 2007 год. Занимает площадь 331 км². Плотность населения — 60,92 чел./км².
Праздник города — 22 августа.

## История
Город основан 22 августа 1922 года.

## Статистика
- Валовой внутренний продукт на 2003 год составляет 52 031 452,00 реалов (данные: Бразильский институт географии и статистики).
- Валовой внутренний продукт на душу населения на 2003 год составляет 2665,68 реалов (данные: Бразильский институт географии и статистики).
- Индекс развития человеческого потенциала на 2000 год составляет 0,625 (данные: Программа развития ООН).

## География
Климат местности: субтропический гумидный.